# Leucanie orbicole
Mythimna unipuncta
Espèce
Synonymes
- Noctua unipuncta Haworth, 1809
- Pseudaletia unipuncta (Haworth, 1809)
- Leucania unipuncta (Haworth, 1809)
- Leucania extranea Guenée, 1852
- Leucania antica Walker, 1856
- Pseudaletia unipuncta quechua Franclemont, 1951
- Leucania unipuncta tseki Koutsaftikis, 1974

Le Cirphis, Leucanie orbicole ou Noctuelle à point blanc (Mythimna unipuncta), aussi appelée Légionnaire uniponctuée (au Québec), est une espèce d'insectes lépidoptères, un papillon nocturne de la famille des Noctuidae et du genre Mythimna. 
C'est un petit papillon nocturne dont la chenille est un ravageur des graminées (incluant les céréales et les prairies) et de diverses plantes potagères (betteraves, carottes, choux, épinards, navets, pois…).

## Description

### Chenille
La chenille est vert grisâtre avec des bandes sombres sur le dos et les côtés.

## Distribution et biotopes
La Noctuelle à point blanc est présente sur plusieurs continents : Amérique, Europe moyenne et du Sud, Afrique centrale et Asie de l'Ouest. Au Canada, on la retrouve dans toutes les provinces.
L'espèce fréquente divers milieux dont les villes.

## Biologie
L'espèce a souvent deux générations par an[réf. souhaitée].
Le papillon est nocturne, et migrateur. 
Les chenilles, également nocturnes, s'attaquent aux feuilles des diverses plantes hôtes, provoquant parfois des défoliations[réf. souhaitée].

## Dégâts agricoles
En 2022 au Pays basque, de vastes zones de pâturage ont été ravagées par cette « chenille des prairies ».